# Şimşek
Şimşek ist ein türkischer männlicher Vorname und Familienname mit der Bedeutung „Blitz“. Außerhalb des türkischen Sprachraums tritt auch die Schreibweise Simsek auf.

## Namensträger

### Familienname
- Ahmet Simsek (* 1989), österreichischer MMA-Kämpfer, Boxer und Kickboxer
- Ali Şimşek (* 1973), deutscher Kommunalpolitiker (SPD)
- Barış Şimşek (* 1976), türkischer Fußballschiedsrichter
- Beykan Şimşek (* 1995), türkischer Fußballspieler
- Çağla Şimşek (* 2002), türkische Schauspielerin
- Dilşad Şimşek (* 1989), türkische Schauspielerin
- Enver Şimşek (1961–2000), deutsch-türkischer Blumenhändler, Opfer des NSU
- Furkan Şimşek (* 1997), deutsch-türkischer Fußballspieler
- Hakkı Şimşek (* 1989), türkischer Fußballspieler
- Hüseyin Şimşek (* 1962), österreichischer Schriftsteller und Journalist
- Kenan Şimşek (* 1968), türkischer Ringer
- Mehmet Şimşek (* 1967), türkischer Politiker
- Meral Şimşek (* 1980), türkisch-kurdische Schriftstellerin und Dichterin
- Ömer Simsek (* 1964), deutscher Schauspieler
- Osman Şimşek (* 1991), türkischer Fußballspieler
- Rıdvan Şimşek (* 1991), türkischer Fußballspieler
- Sema Şimşek (* 1976), türkische Schauspielerin
- Semiya Şimşek (* 1986), türkische Pädagogin und Buchautorin
- Sibel Şimşek (* 1984), türkische Gewichtheberin
- Tahir Şimşek (* 1979), türkischer Journalist und Schriftsteller
- Turan Cihan Şimşek (* 1992), türkischer Schauspieler
- Yeliz Simsek (* 1990), deutsche Schauspielerin
- Yunus Şimşek (* 1994), türkischer Fußballspieler
- Yusuf Şimşek (* 1975), türkischer Fußballspieler